# Nathalie Élimas
Nathalie Élimas, née Nathalie Avy le 5 juin 1973 à Beauvais, est une femme politique française, membre du Mouvement démocrate.
Élue locale dans le Val-d'Oise, elle devient en 2017 députée de la sixième circonscription. Trois ans plus tard, elle intègre le gouvernement Jean Castex en tant que secrétaire d'État chargée de l'Éducation prioritaire. Début mars 2022, elle quitte le gouvernement à la suite d’accusations de harcèlement qui donnent lieu à l'ouverture d'une enquête préliminaire du parquet de Paris pour harcèlement moral, faits pour lesquels elle est condamnée le 16 juin 2025 par le tribunal correctionnel de Paris. Depuis 2015, elle est conseillère régionale d'Île-de-France.

## Biographie

### Formation et vie professionnelle
Diplômée d'un master de droit de l'université Paris-Nanterre et d'un MBA en ressources humaines de l'Institut supérieur du commerce de Paris, Nathalie Élimas a pendant plusieurs années exercé en tant que cadre dans les ressources humaines. Elle est professeur des écoles entre 2011 et 2017.

### Carrière politique
En 2007, Nathalie Élimas rejoint le Mouvement démocrate. Cadre départementale du parti, elle devient en 2014 maire-adjointe de Margency chargée de la communication, de la culture et du patrimoine auprès du maire Christian Renault (UMP).
Elle se présente aux élections législatives dans la sixième circonscription du Val-d'Oise en 2012, mais échoue au premier tour avec 2,43 % des voix.
En décembre 2015, elle est élue conseillère régionale d'Île-de-France sur la liste Les Républicains - Union des démocrates et indépendants - Mouvement démocrate conduite par Valérie Pécresse. Elle fait partie du groupe Centre et Démocrates et siège au sein de la commission des affaires européennes.
Elle soutient François Fillon lors de l'élection présidentielle de 2017 et devient membre du collectif “Les Femmes avec Fillon”, présidé par Penelope Fillon, l'épouse du candidat. Elle intègre également le Pôle projet du candidat LR au thème Éducation. En mars 2017, quelques semaines après des révélations sur de possibles faits de corruption impliquant le couple Fillon, elle publie un communiqué de presse annonçant la fin de sa participation à la campagne.

#### Députée
Elle est élue députée de la sixième circonscription du Val-d'Oise lors des élections législatives de 2017 face au maire Les Républicains de Soisy-sous-Montmorency, Luc Strehaiano, avec 57,11 % des suffrages au second tour.
Son investiture par le parti présidentiel En Marche !, qui faisait suite à un accord avec le Modem, suscite une polémique auprès des cadres et adhérents locaux, Nathalie Élimas n'ayant pas soutenu Emmanuel Macron pendant la campagne présidentielle. Plusieurs dizaines d’adhérents ont annoncé quitter le parti.
Lors des élections européennes de 2019, elle soutient la liste Renaissance, portée par La République en marche et le Mouvement Démocrate. La liste recueille 22,86 % des voix dans le Val-d'Oise, arrivant en première position devant le Rassemblement national.

#### Secrétaire d'État
Le 26 juillet 2020, elle est nommée secrétaire d'État chargée de l'Éducation prioritaire auprès du ministre de l'Éducation nationale, de la Jeunesse et des Sports Jean-Michel Blanquer dans le gouvernement Jean Castex. Le président du MoDem, François Bayrou, s'est opposé à sa nomination au gouvernement.
Lors des élections régionales de 2021 en Île-de-France, elle est placée sur la liste de Laurent Saint-Martin dans le département du Val-d'Oise. Elle arrive en cinquième position avec 9,96 % des voix.
Une enquête administrative est ouverte au sein de son cabinet à la suite d’accusations de harcèlement et de maltraitance, dont cinq anciens collaborateurs auraient été victimes. Au vu des résultats de l'enquête, Jean Castex puis Jean-Michel Blanquer lui demandent successivement de démissionner, mais elle refuse, et est mise en retrait de son ministère.
Un nouveau rapport plus détaillé quant à ces accusations est remis à Jean Castex quelques jours avant qu'elle ne quitte le gouvernement, le 5 mars 2022,,. Le 7 mars, l'hebdomadaire Marianne relève que son éviction du gouvernement est également liée au fait que son compagnon était employé au sein de son cabinet. Début mars 2022, Mediapart annonce que l’inspection générale de l’éducation nationale a saisi le parquet de Paris.

#### Retour au mandat de députée
Nathalie Élimas redevient députée le 6 avril 2022, et siège au groupe MoDem.
Candidate à sa succession aux élections législatives de 2022, elle est contestée par des élus et militants locaux qui saisissent les instances dirigeantes de la majorité. Elle n’est pas retenue comme candidate par Ensemble, mais maintient une candidature dissidente face à Estelle Folest et est battue dès le premier tour, récoltant 8,62% des suffrages,.

### Vie privée
Nathalie Élimas est mère de quatre enfants et son conjoint, Yann Élimas, est lui aussi très investi en politique à ses côtés. Il a tenté sans succès de prendre la tête du MoDem Val-d'Oise en 2014. Il a alors quitté le parti du centre.

## Positions politiques
(novembre 2022).
Le 17 juillet 2019, elle est désignée rapporteuse de la mission d'information sur l'adaptation de la politique familiale française aux défis de la société du XXIe siècle. Le rapport issu de cette mission d'information comporte quarante propositions qui plaident pour un « Family Act » à la française, ou le renouveau de la politique familiale de la France,.

## Affaires judiciaires
Le 10 mars 2022, à l'issue d'une enquête administrative ouverte en janvier, l'Inspection générale de l'Éducation, du sport et de la recherche adresse un signalement à la justice. D'anciens collaborateurs ministériels de Nathalie Élimas portent des accusations de harcèlement au travail,. 
Le 17 mars, le parquet de Paris ouvre une enquête préliminaire afin de vérifier la réalité du harcèlement moral que l'ancienne secrétaire d'État aurait fait subir à ses subordonnés. L'investigation policière est confiée à la brigade de répression de la délinquance contre la personne de la direction régionale de la police judiciaire de Paris,. En réaction, l'ex-membre de gouvernement fait savoir publiquement qu'elle a porté plainte dès le 12 mars pour dénonciation calomnieuse. Le 3 avril 2025, le parquet requiert dix mois de prison avec sursis, dix mille euros d'amende et une peine d'inéligibilité de trois ans pour harcèlement moral envers ses équipes,. 
Le 16 juin 2025, elle est condamnée à dix mois de prison avec sursis, à une peine d'inéligibilité de trois ans ainsi qu'à une amende de 5 000 euros pour harcèlement moral. Le tribunal reconnait un « management harcelant et maltraitant » à l’égard de cinq de ses anciens collaborateurs, quatre femmes et un homme, sur la base de « reproches infondés », « d'injonctions contradictoires », « d'humiliations », de « dénigrement », « d'infantilisation » et de propagation de « rumeurs ».